# نيوبري بارك (محطة مترو أنفاق لندن)
نيوبري بارك (بالإنجليزية: Newbury Park)‏ هي إحدى محطات مترو أنفاق لندن. تقع على خط سينترال أفتتحت في المنطقة (Zone) رقم 4 أفتتحت في 1 مايو 1903، 14 ديسمبر 1947.